# 托雷瓦尔德圣佩德罗
托雷瓦尔德圣佩德罗，是西班牙卡斯蒂利亚-莱昂塞戈维亚省的一个市镇。 总面积44平方公里，总人口189人（2001年），人口密度4人/平方公里。